# Galáxia Anã de Cetus
A Galáxia Anã de Cetus é uma galáxia anã esferoidal. Está ~ 2,46 milhões de anos-luz da Terra. É uma galáxia isolada do Grupo Local. Todas as estrelas facilmente visíveis na galáxia são gigantes vermelhas.

## História
A Galáxia Anã de Cetus foi descoberta em 1999 por Alan Whiting, George Hau e Mike Irwin e foi encontrada com um membro do Grupo Local.

## Características
A partir de 2000, foi relatado que não se conhece gás de hidrogênio nêutro que está relacionado com a Anã de Cetus.